# Saint-Rosaire
Saint-Rosaire är en kommun av typen socken (municipalité de paroisse) i provinsen Québec i Kanada. Den ligger i regionen Centre-du-Québec, i den sydöstra delen av landet, 290 km öster om huvudstaden Ottawa. Antalet invånare var 932 vid folkräkningen 2021. Landarean är 110 kvadratkilometer.